# Bulbul carapelat
El bulbul carapelat (Nok hualon; syn: Pycnonotus hualon) és una espècie d'ocell de la família dels picnonòtids (Pycnonotidae) i únic membre del gènere Nok. És endèmic de Laos. El seu hàbitat principal són els boscos tropicals i subtropicals de frondoses umits de les terres baixes. El seu estat de conservació es considera de risc mínim.